# Conjectura glabella
Conjectura glabella là một loài ốc biển nhỏ, là động vật thân mềm chân bụng sống ở biển trong họ Conradiidae.